# サーマルサイクラー

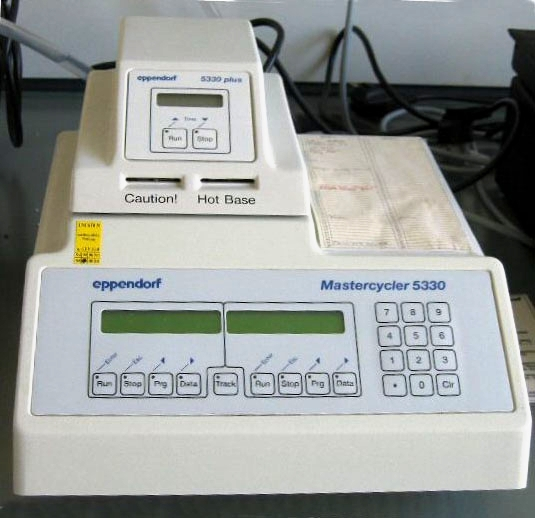
エッペンドルフ社のサーマルサイクラー。加熱蓋のためブロックは見えない。

サーマルサイクラー（英: Thermal cycler）は、生物学や医学の実験において、ポリメラーゼ連鎖反応 (PCR) によりDNA断片を複製させるための機器のひとつ。
この機械では「サーマルブロック」と呼ばれる反応液を入れたチューブを挿し込む穴が空いた金属の板がある。この金属板にはヒーターやペルチェ素子などがついており、あらかじめ設定されていたプログラムの通りに反応液の温度を上下させることができる。
初期のサーマルサイクラーではクレノウ断片を用いてDNAを複製していた。クレノウ断片はDNAを解離させるための加熱により失活するため、加熱後にピペットで追加しなければならなかった。その後はTaqポリメラーゼなどの耐熱性酵素の開発により、ブロック温度の上下のみで単純に複製できるようになった。
最近のサーマルサイクラーでは反応チューブの蓋を加熱する「加熱蓋」がついているものもある。これは反応液がチューブ内で気化して反応条件が変わるのを防ぐためである。以前はPCR用のオイルを反応液の上に置き、気化できないようにしていたが、加熱蓋によりこの手間が省けるようになった。また複数のサーマルブロックを持ち、それぞれに異なるプログラムができるものや、ブロックに温度勾配をつけチューブにより異なる反応温度を設定できるものもある。